# فورت سالونگا (نیویورک)
فورت سالونگا (به انگلیسی: Fort Salonga) یک منطقهٔ مسکونی در ایالات متحده آمریکا است که در شهرستان سافک، نیویورک واقع شده‌است. فورت سالونگا ۲۵٫۷ کیلومتر مربع مساحت و ۱۰٬۰۰۸ نفر جمعیت دارد و ۱۰ متر بالاتر از سطح دریا واقع شده‌است.